# Attuma
Attuma es un supervillano ficticio que aparece en los cómics estadounidenses publicados por Marvel Comics. Es un señor de la guerra nómada atlante que generalmente se representa en el enemigo de Namor, y es el padre de la Andrómeda. Él cree que es el conquistador profetizado del Imperio Atlante.
Álex Livinalli interpreta a Attuma en la película Black Panther: Wakanda Forever (2022) del Universo cinematográfico de Marvel.

## Historial de publicaciones
Attuma apareció por primera vez en Fantastic Four volumen 1 #33 (1964), y fue creado por Stan Lee (escritor) y Jack Kirby (artista).

## Biografía ficticia del personaje
Attuma nació como un miembro de una tribu de bárbaros atlantes, que fueron expulsados de Atlantis hace años. Por razones desconocidas Attuma nació con fuerza, resistencia y velocidad muy superiores a las normales de cualquier atlante. Attuma rápidamente se convirtió en líder de su tribu y declaró que iba a conquistar la ciudad de la Atlántida como una antigua profecía predijo. Attuma tenía una hija ilegítima, Andrómeda de una mujer llamada Lady Gelva, pero él no sabía que ella dio a luz a su única hija hasta que se enfrentó a Andrómeda. Attuma se decepcionó al saber que tuvo un hijo que no era un niño y le disgustó descubrir que Lady Gelva era la madre, ya que la veía como una «ballena de buey». Andrómeda más tarde desafiaría a su padre, como es el derecho de cada primogénito varón, Attuma permitió que el desafío continuara porque Andrómeda había sido criado como un guerrero. Attuma ganó el desafío pero Andrómeda fue secuestrada por Ghaur antes de que Attuma pudiera matarla.
Attuma reunió a sus tropas y atacó Atlantis, sólo para ser derrotado por Namor, el Príncipe de Atlantis y sus aliados, Los Cuatro Fantásticos. Attuma y sus tropas fueron desterrados de la Atlántida, una vez más. Con los años, Attuma ha estado en guerra tanto con la Atlántida y el «mundo de la superficie» (el nombre atlante para las naciones humanas). Él desarrolló una super-arma con la que invaden el mundo de la superficie, pero fue frustrado por Iron Man. Attuma fue uno de los villanos reunidos por el Doctor Doom, usando un dispositivo de control mental en uno de sus intentos por destruir a los Cuatro Fantásticos. Cuando sus tropas salieron de los muelles, fueron empujados hacia atrás por una bomba en un camión HYDRA que Daredevil había hecho ir hacia los muelles. Míster Fantástico hace que los atlantes y los otros villanos olviden este evento. Él creó los maremotos en otro intento de invasión del mundo de la superficie, y esta vez fue derrotado por los Vengadores, después de que fueron alertados por el secuestro de la Avispa, aunque Attuma casi logró ahogarlos. Attuma esclavizó a los atlantes nómadas después de la destrucción de la Atlántida. Después de que la Atlántida fue reconstruida, Attuma intentó una nueva invasión en la boda de Namor y Dorma. Attuma se alió con el Fantasma Rojo, y utiliza las criaturas del mar controladas con la mente en otro intento de conquista del mundo de la superficie, y esta vez fue derrotado por los Defensores. Con la Dra. Dorcas y Tiger Shark, Attuma invadió la Hidro-Base, pero fue derrotado luego de un trabajo en equipo de Namor y el Doctor Doom. Attuma a continuación, esclavizó a los Vengadores para usarlos contra Namor, pero sin querer instigó una reñida entre los Vengadores y Doctor Doom. Attuma fue derrotado por Namor, Doom, y los Vengadores.
Cuando el gobernador Consejo de la Atlántida preguntó al Príncipe Namor a abdicar el trono, Namor obligó y dejó la Atlántida. Attuma fue contratado con sus hombres como mercenarios para poner fin a la guerra civil atlante. Varios nobles atlantes lucharon por el trono, pero Attuma tomó el trono y se convirtió en el nuevo rey de la Atlántida. Su gobierno no fue muy popular y aunque Attuma secuestró a Marrina Smallwood, la nueva esposa de Namor para avergonzar a Namor a los ojos del pueblo atlante. Namor, con la ayuda de varios superhéroes incluyendo Alpha Flight y Los Vengadores, liberaron a Marrina y combatieron a Attuma. Attuma puso fin a la batalla cuando se dio cuenta de que Namor estaba contento con Marrina y no quería volver a la Atlántida. Juró venganza contra los superhéroes que se habían aliado contra él y se unió a la Legión Letal, un grupo de supervillanos, poco después. Sin embargo, la Legión fue efímera y Attuma regresó a Atlantis. Durante los eventos de la Guerra Evolutiva, Attuma unió fuerzas con los Lemurianos y reservó Vengadores contra el Alto Evolucionador.
Como se muestra en el crossover Atlantis Attacks, Attuma se alió con Ghaur y los Desviantes y Llyra y sus lemurianos contra la humanidad. Luchó contra Iron Man y Namor, y después se enteró de que el superhéroe de Andrómeda era su hija distanciada. Attuma movilizó sus tropas para un asalto contra los Estados Unidos. Él secuestró a Marvel Girl como parte del plan de Ghaur. Attuma finalmente conoció a su hija Andrómeda otra vez, que ahora llevó a un grupo de rebeldes atlantes en su contra. Attuma luchó y derrotó a su hija en combate personal, pero Ghaur la alejo. Attuma se enojó, pero continuó con sus planes. Ghaur y Llyra lo engañó cuando y mientras Attuma atacaba el mundo de la superficie, luchando contra Spider-Man y los Cuatro Fantásticos, y Ghaur y Llyra atacaron Atlantis y mató a una gran parte de la población como un sacrificio a su dios Set. Al oír hablar de la destrucción de la Atlántida, Attuma entró en un estado de estupor y se retiraron los atlantes. Attuma fue llevado a juicio, pero hizo su camino de regreso a la Atlántida.
Poco después, Attuma brevemente perdió el control de la Atlántida y Namor volvió al trono, pero Attuma recuperó el trono de la Atlántida, cuando Namor fue maldecido como uno de los Defensores, una maldición que transporta a Namor a una distancia cada vez que los Defensores eran necesarios y dejando indefensa la Atlántida. Attuma formó el grupo de Los Seis Profundos, para defender Atlantis de Namor y los Defensores. (Attuma de «Los Seis Profundos» fueron nombrado después de los primeros Seis Profundos, un grupo de héroes que ayudaron a Namor, incluida Andrómeda). Aunque en inferioridad numérica, los Defensores tomaron listos a Attuma y Namor retomó Atlantis.
Attuma regresó a sus hordas bárbaras y haría otros intentos de conquista de la Atlántida y el mundo de la superficie, pero sin ningún éxito. Uno de estos intentos vendrían después de que Attuma y sus hordas bárbaras se alían con las fuerzas de Kang el conquistador futurista. Sus ejércitos escogerían a Canadá como su punto de invasión, pero que sería devuelto por el grupo de superhéroes, los Vengadores.
Attuma atacó Nueva York con una horda submarina, una vez más. Él se enfrentó al Sentry, pero antes de que Attuma pueda terminar haciendo alarde de sus planes, fue decapitado al parecer por el Vigía.

### Dark Reign
Attuma aparece en el proyecto para Marvel, Dark Reign: Made Men. Después de ser decapitado, es revivido por Víctor Von Doom y le ofreció una nueva oportunidad de poder en la promesa de la destrucción de Namor una vez por todas.

### Fear Itself
Durante la historia de Fear Itself, uno de los siete Hammers of the Worthy aterriza cerca de Attuma después de que fue lanzado a la Tierra por la Serpiente. Él es capaz de levantarlo y se convierte en Nerkodd: Breaker of Oceans. Lucha contra Alpha Flight después de que trató de atacar a Vancouver, pero fue derrotado. Luego, poco después, se dirige a la Atlántida para derrocar al gobierno de Namor y convertirse en el nuevo rey de la Atlántida.

### Marvel NOW!
¡Algún tiempo después como parte del evento Marvel NOW!, Attuma encontró y desbloqueó los secretos de la Ciudad Perdida de Lemuria, usándola para atacar varios lugares en tierra. S.H.I.E.L.D. luego envió a Hulk a lidiar con la amenaza.
En un flashback experimentado por Nara, sus padres eran sirvientes de Attuma que se presentaban como la Guardia Real de Namor.

### All-New, All-Different Marvel
Como parte del evento All-New, All-Different Marvel, Attuma estaba en la Atlántida en el momento en que el Escuadrón Supremo lo atacó en represalia por Namor y la Camarilla había destruido los mundos de algunos de sus miembros. Attuma fue asesinado por Princesa Poder.

## Poderes y habilidades
Attuma posee varias habilidades sobrehumanas comunes a los atlantes. Sin embargo, su fuerza, resistencia, resistencia al daño físico, y la velocidad de natación son muy superiores a la mayoría de su carrera. Como la mayoría de los atlantes, Attuma no podría sobrevivir fuera del agua por más de 10 minutos sin la ayuda de dispositivos mecánicos o ciertas sustancias químicas en su mayor parte de su vida. Su resistencia, agilidad, y reflejos se redujeron cuando está fuera del agua. Al igual que todos los atlantes su visión especialmente desarrollada le permite ver con claridad en las oscuras profundidades del océano.
Después de algunas mejoras genéticas y quirúrgicas después de su resurrección a manos de Víctor von Doom su fuerza ha aumentado a la par con la fuerza de Namor, así como la concesión de su capacidad de autopropulsión de vuelo y de vida en la tierra sin ayuda.
Attuma es un hábil guerrero de la Atlántida, entrenado en el uso de diferentes armas. Es un experto combatiente cuerpo a cuerpo, sobre todo bajo el agua, y ha alcanzado la maestría en el uso de la mayoría de las armas atlantes. Por lo general prefiere su espada de hierro de tres puntas, pero no tiene acceso a armas muy avanzadas.

## Otras versiones

### Marvel Adventures
En esta continuidad amigable para los niños, Attuma se involucra después de que la Mujer Invisible es acusada de robar un artefacto Atlante precioso.

### Marvel Zombies
Un zombi Attuma hace aparición en Dead Days en un panel peleando contra la Mole. Un zombi Namor de una continuidad separada recuerda con cariño encontrar a Attuma y sus fuerzas en la Fosa de Marinaras y masacrarlos.

## En otras medios

### Televisión
- Attuma apareció en The Marvel Super Heroes de 1966, donde fue el enemigo recurrente de Namor.
- Attuma apareció en 1967 en la serie Los Cuatro Fantásticos episodio «Peligro en las profundidades» con la voz de Henry Corden.[32]
- Attuma aparece en The Avengers: United They Stand episodio «To Rule Atlantis».[32] Él estaba usando una máquina Dínamo para causar los terremotos en Atlantis y el mundo de la superficie y se ha aliado con los sujetos de Namor, Pecos y Dara. Este evento hace que Namor trabaje con los Vengadores para frustrar a Attuma. Namor logra derrotar a Attuma y destruir la máquina del Dínamo con la ayuda de los Vengadores.
- Attuma aparecerá en Fantastic Four: World's Greatest Heroes episodio «Atlantis Attacks.»
- Attuma aparece en los episodios de Avengers Assemble,[33] con la voz de Dwight Schultz en la primera temporada, «El Protocolo de los Vengadores, Pt. 2» (cameo final), «Ataque desde las profundidades», «Vengadores: Imposible», «En el Fondo», «Que Vengan los Malos», «El Embajador», «Éxodo» y «La Batalla Final». En la segunda temporada,[32]«Bajo la superficie» y «Vengadores de Incógnito». Con la voz de Dan Donohue en la quinta temporada,[34] episodio de dos partes «La Sombra de la Atlántida», se menciona que Attuma y Atlantis firmaron un tratado de paz con el mundo de la superficie. Más tarde parece aprehender a su traidor general Tiburón Tigre para enfrentar a la justicia atlante. Aunque Pantera Negra y Shuri planean seguirlo.
- Attuma aparece en Ultimate Spider-Man: Web Warriors, expresado de nuevo por Dwight Schultz.[32] En el episodio 1 de la temporada 3, «El Hombre Araña Vengador, Parte 1», siendo vencido por Spider-Man. También aparece en el episodio 25, «Concurso de Campeones, parte 3», haciendo equipo con Annihilus y Terrax, del equipo del Gran Maestro para acabar con Spider-Man, que hace equipo con Thor, el Agente Venom y la Araña de Hierro, equipo del Coleccionista.

### Cine
- Attuma apareció en la película de Marvel Cinematic Universe Black Panther: Wakanda Forever (2022),[35] interpretado por Álex Livinalli.[36] Esta versión es un guerrero de Talokan leal a Namor. Durante su guerra para capturar a la joven Riri Williams, Attuma formó una rivalidad con Okoye, ya que la vio como alguien digna de luchar con sus lanzas hasta que Talokan y Wakanda formaron una alianza, culminando su conflicto.

### Videojuego
- Attuma es un jefe en el juego de 1997 para PlayStation Fantastic Four.[37]
- Attuma aparece como villano en el videojuego Marvel: Ultimate Alliance[38] con la voz de Gregg Berger. Es miembro de los Maestros del Mal. Él usa máquinas llamadas Emisores Sónicos (que le dio el Doctor Doom) para controlar las mentes de la gente de la Atlántida (a excepción de Namor y Namorita, debido a su fisiología mitad humano). Los atlantes capturan a Namor, y Attuma (con la ayuda de Tiger Shark) asciende al trono de la Atlántida y tiene al Señor de la Guerra Krang y Byrrah cuidando de algunos de los emisores sónicos. Los héroes, en respuesta a una llamada de socorro por Namorita, derrotan y preguntan que les dieron los emisores sónicos de Attuma y Tiger Shark (quién resulta ser el Doctor Doom cuando Tiger Shark, temeroso de ser asaltado por una turba de atlantes enojados, les responde ) y salvan la Atlántida.
- Attuma aparece en Lego Marvel Super Heroes 2.[39] Se lo ve por primera vez operando una base submarina en el Océano Pacífico respaldada por la Compañía de Energía Roxxon, hasta que fue destruida por Iron Man y el Capitán Marvel. Después de que Kang crea Chronopolis, Attuma adquiere Lemuria, así como uno de los cinco fragmentos del Nexus of Realites. El Capitán América, el Capitán Marvel, el Doctor Strange y Thor vienen a recuperar el fragmento, pero Attuma les tiende una trampa y los envía a Sakaar. Sin embargo, los héroes escapan de Sakaar y reclutan a Hulk, así como a Stingray. Después, regresan a Lemuria donde derrotan a Torg , bajo el control de Attuma, y luego al mismo Attuma, recuperando el fragmento.
- Attuma aparece como personaje jugable en Marvel Contest of Champions.[40]